# MTV Europe Music Awards/Best New Act
Der MTV Europe Music Award for Best New Act ist neben den Awards für den Best Song, das Best Video und der Best Group der einzige Award der veröffentlichungsveranstaltung MTV Europe Music Awards 1994, der noch heute vergeben wird. Er wurde zunächst als Breakthrough Artist eingeführt und wechselte seinen Namen 2006 in Future Sounds. 2007 wurde er als New Sounds of Europe weitergeführt. Seinen aktuellen Namen erhielt er 2008. Er honoriert Newcomer.

## Nominierte und Gewinner

### 1990er
| Jahr               | Künstler | EN |
| ------------------ | -------- | -- |
| 1994               |          |    |
| Crash Test Dummies | [ 1 ]    |    |
| Beck               | [ 1 ]    |    |
| dEUS               | [ 1 ]    |    |
| Therapy?           | [ 1 ]    |    |
| Whale              | [ 1 ]    |    |
| 1995               | [ 1 ]    |    |
| Dog Eat Dog        | [ 2 ]    |    |
| H-Blockx           | [ 2 ]    |    |
| Alanis Morissette  | [ 2 ]    |    |
| Portishead         | [ 2 ]    |    |
| Weezer             | [ 2 ]    |    |
| 1996               | [ 2 ]    |    |
| Garbage            | [ 3 ]    |    |
| The Cardigans      | [ 3 ]    |    |
| The Fugees         | [ 3 ]    |    |
| Pulp               | [ 3 ]    |    |
| Skunk Anansie      | [ 3 ]    |    |
| 1997               | [ 3 ]    |    |
| Hanson             | [ 4 ]    |    |
| Meredith Brooks    | [ 4 ]    |    |
| Puff Daddy         | [ 4 ]    |    |
| No Doubt           | [ 4 ]    |    |
| Spice Girls        | [ 4 ]    |    |
| 1998               | [ 4 ]    |    |
| All Saints         | [ 5 ]    |    |
| Aqua               | [ 5 ]    |    |
| Eagle Eye Cherry   | [ 5 ]    |    |
| Five               | [ 5 ]    |    |
| Natalie Imbruglia  | [ 5 ]    |    |
| 1999               | [ 5 ]    |    |
| Britney Spears     | [ 6 ]    |    |
| Eminem             | [ 6 ]    |    |
| Jennifer Lopez     | [ 6 ]    |    |
| Vengaboys          | [ 6 ]    |    |
| Westlife           | [ 6 ]    |    |

### 2000er
| Jahr                | Künstler | EN |
| ------------------- | -------- | -- |
| 2000                |          |    |
| Blink-182           | [ 7 ]    |    |
| Anastacia           | [ 7 ]    |    |
| Bomfunk MC’s        | [ 7 ]    |    |
| Melanie C           | [ 7 ]    |    |
| Sonique             | [ 7 ]    |    |
| 2001                | [ 7 ]    |    |
| Dido                | [ 8 ]    |    |
| Craig David         | [ 8 ]    |    |
| Nelly Furtado       | [ 8 ]    |    |
| Gorillaz            | [ 8 ]    |    |
| The Wheatus         | [ 8 ]    |    |
| 2002                | [ 8 ]    |    |
| The Calling         | [ 9 ]    |    |
| Avril Lavigne       | [ 9 ]    |    |
| Röyksopp            | [ 9 ]    |    |
| Shakira             | [ 9 ]    |    |
| The Strokes         | [ 9 ]    |    |
| 2003                | [ 9 ]    |    |
| Sean Paul           | [ 10 ]   |    |
| 50 Cent             | [ 10 ]   |    |
| Evanescence         | [ 10 ]   |    |
| Good Charlotte      | [ 10 ]   |    |
| Justin Timberlake   | [ 10 ]   |    |
| 2004                | [ 10 ]   |    |
| Maroon 5            | [ 11 ]   |    |
| Franz Ferdinand     | [ 11 ]   |    |
| Jamelia             | [ 11 ]   |    |
| Keane               | [ 11 ]   |    |
| The Rasmus          | [ 11 ]   |    |
| 2005                | [ 11 ]   |    |
| James Blunt         | [ 12 ]   |    |
| Akon                | [ 12 ]   |    |
| Kaiser Chiefs       | [ 12 ]   |    |
| Daniel Powter       | [ 12 ]   |    |
| Rihanna             | [ 12 ]   |    |
| 2006                | [ 12 ]   |    |
| Gnarls Barkley      | [ 13 ]   |    |
| 2007                | [ 13 ]   |    |
| Bedwetters          | [ 14 ]   |    |
| Firma               | [ 14 ]   |    |
| Yakup               | [ 14 ]   |    |
| 2008                | [ 14 ]   |    |
| Katy Perry          | [ 15 ]   |    |
| Miley Cyrus         | [ 15 ]   |    |
| Duffy               | [ 15 ]   |    |
| Jonas Brothers      | [ 15 ]   |    |
| OneRepublic         | [ 15 ]   |    |
| 2009                | [ 15 ]   |    |
| Lady Gaga           | [ 16 ]   |    |
| Daniel Merriweather | [ 16 ]   |    |
| La Roux             | [ 16 ]   |    |
| Pixie Lott          | [ 16 ]   |    |
| Taylor Swift        | [ 16 ]   |    |

### 2010er
| Jahr                    | Künstler | EN |
| ----------------------- | -------- | -- |
| 2010                    |          |    |
| Kesha                   | [ 17 ]   |    |
| B.o.B                   | [ 17 ]   |    |
| Justin Bieber           | [ 17 ]   |    |
| Jason Derulo            | [ 17 ]   |    |
| Plan B                  | [ 17 ]   |    |
| 2011                    | [ 17 ]   |    |
| Bruno Mars              | [ 18 ]   |    |
| Far East Movement       | [ 18 ]   |    |
| Jessie J                | [ 18 ]   |    |
| Wiz Khalifa             | [ 18 ]   |    |
| LMFAO                   | [ 18 ]   |    |
| 2012                    | [ 18 ]   |    |
| One Direction           | [ 19 ]   |    |
| Carly Rae Jepsen        | [ 19 ]   |    |
| Fun                     | [ 19 ]   |    |
| Lana Del Rey            | [ 19 ]   |    |
| Rita Ora                | [ 19 ]   |    |
| 2013                    | [ 19 ]   |    |
| Macklemore & Ryan Lewis | [ 20 ]   |    |
| Bastille                | [ 20 ]   |    |
| Icona Pop               | [ 20 ]   |    |
| Imagine Dragons         | [ 20 ]   |    |
| Rudimental              | [ 20 ]   |    |
| 2014                    | [ 20 ]   |    |
| 5 Seconds of Summer     | [ 21 ]   |    |
| Charli XCX              | [ 21 ]   |    |
| Ariana Grande           | [ 21 ]   |    |
| Kiesza                  | [ 21 ]   |    |
| Sam Smith               | [ 21 ]   |    |
| 2015                    | [ 21 ]   |    |
| Shawn Mendes            | [ 22 ]   |    |
| Tori Kelly              | [ 22 ]   |    |
| Jess Glynne             | [ 22 ]   |    |
| James Bay               | [ 22 ]   |    |
| Echosmith               | [ 22 ]   |    |
| 2016                    |          |    |
| Zara Larsson            | [ 23 ]   |    |
| Bebe Rexha              | [ 23 ]   |    |
| DNCE                    | [ 23 ]   |    |
| Lukas Graham            | [ 23 ]   |    |
| The Chainsmokers        | [ 23 ]   |    |
| 2017                    | [ 23 ]   |    |
| Dua Lipa                | [ 24 ]   |    |
| Julia Michaels          | [ 24 ]   |    |
| Khalid                  | [ 24 ]   |    |
| Kyle                    | [ 24 ]   |    |
| Rag'n'Bone Man          | [ 24 ]   |    |
| 2018                    |          |    |
| Cardi B                 | [ 25 ]   |    |
| Bazzi                   | [ 25 ]   |    |
| Anne-Marie              | [ 25 ]   |    |
| Hayley Kiyoko           | [ 25 ]   |    |
| Jessie Reyez            | [ 25 ]   |    |
| 2019                    |          |    |
| Billie Eilish           | [ 26 ]   |    |
| Ava Max                 | [ 26 ]   |    |
| Lewis Capaldi           | [ 26 ]   |    |
| Lil Nas X               | [ 26 ]   |    |
| Lizzo                   | [ 26 ]   |    |
| Mabel                   | [ 26 ]   |    |

### 2020er
| Jahr            | Künstler | EN |
| --------------- | -------- | -- |
| 2020            |          |    |
| Doja Cat        |          |    |
| Benee           |          |    |
| DaBaby          |          |    |
| Jack Harlow     |          |    |
| Roddy Ricch     |          |    |
| Yungblud        |          |    |
| 2021            |          |    |
| Saweetie        |          |    |
| Giveon          |          |    |
| Griff           |          |    |
| Olivia Rodrigo  |          |    |
| Rauw Alejandro  |          |    |
| The Kid Laroi   |          |    |
| 2022            |          |    |
| Seventeen       |          |    |
| Baby Keem       |          |    |
| Dove Cameron    |          |    |
| Gayle           |          |    |
| Stephen Snachez |          |    |
| Tems            |          |    |